# Kaledonien

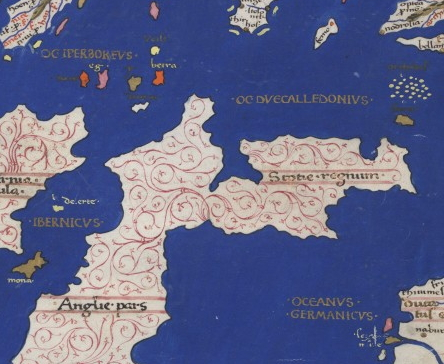
Skottland (Scotie regnum) från en Europakarta från 1467, tillverkad efter den antike kartografen Klaudios Ptolemaios. Norr om Skottland finns här den "kaledoniska oceanen", som en påminnelse om det gamla namnet på området.

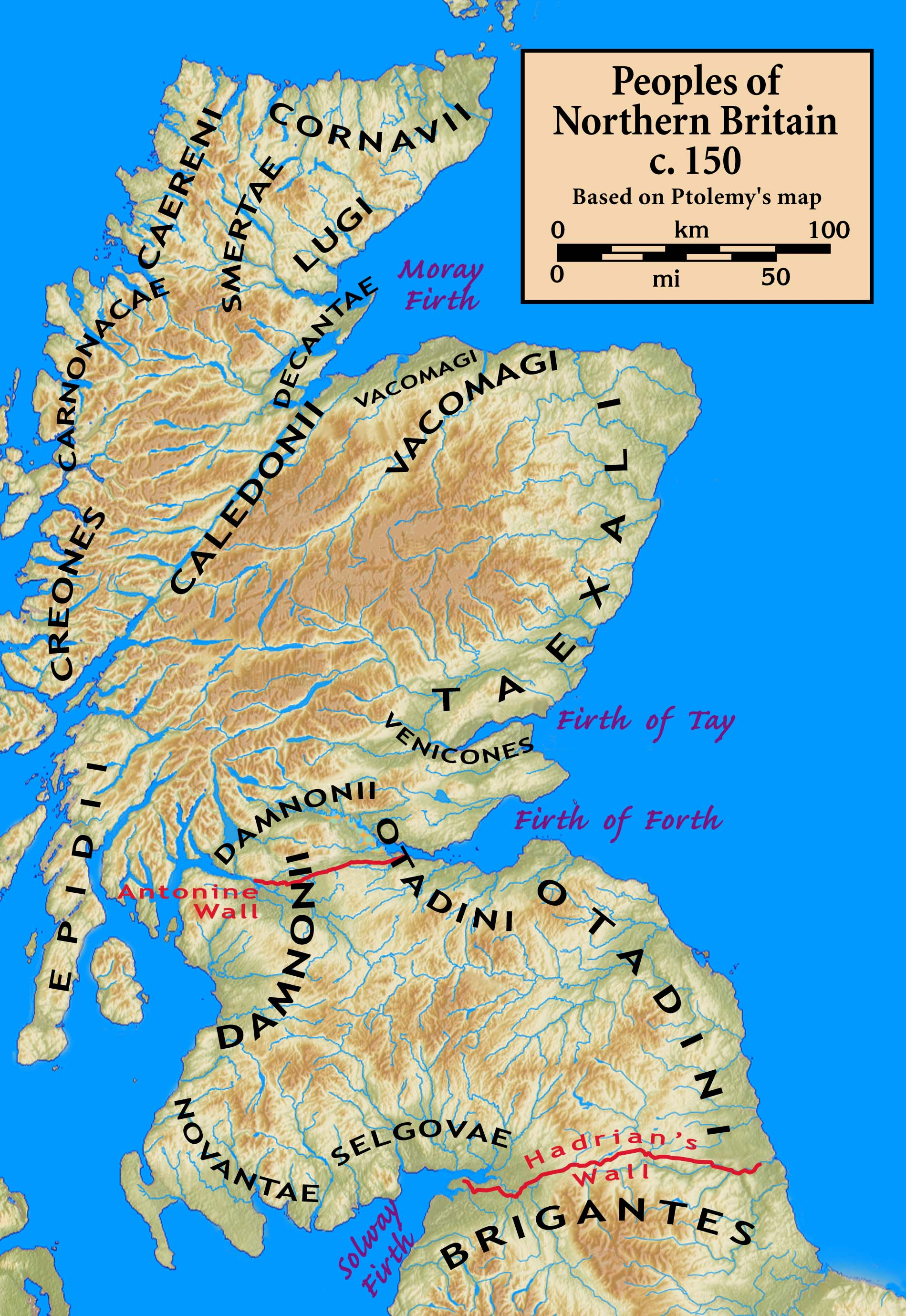
Karta över folken i norra delen av Britannien cirka år 150 (enligt Klaudios Ptolemaios). Stammen Caledonii är där placerad nära Inverness.

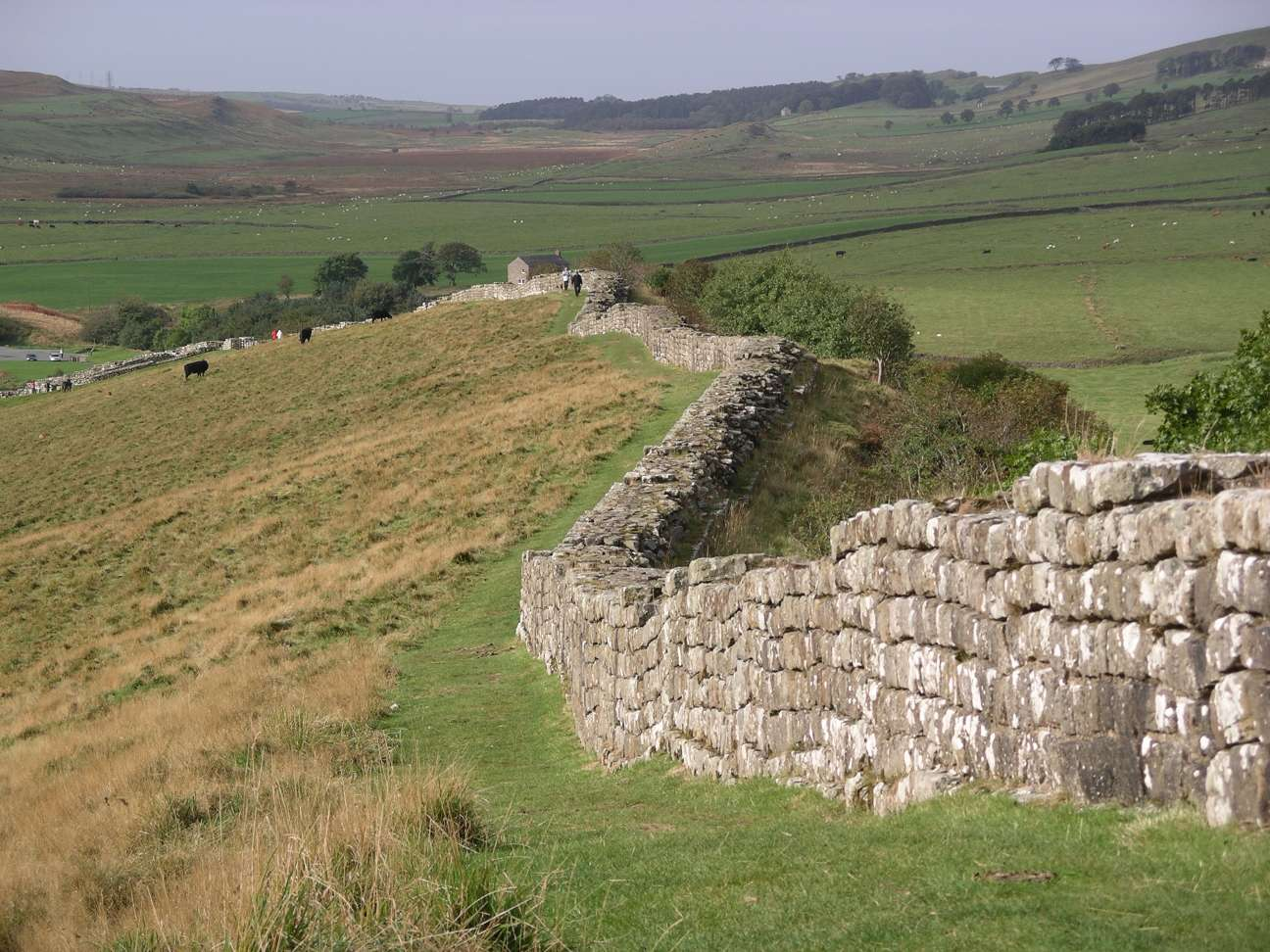
Hadrianus mur, länge den norra gränsen för det romerska Britannien. Norr därom fanns Kaledonien.

Kaledonien (latin/engelska: Caledonia) var romerska rikets namn på det som idag är Skottland, norr om Hadrianus mur. Idag används det som ett poetiskt namn på Skottland.

## Historik
Kaledonien var under antiken namnet på den nordligaste delen av ön Storbritannien, den del som idag går under namnet Skottland (eller åtminstone större delen av den). Caledonia fanns medtagen på Klaudios Ptolemaios världskarta. Området är namngivet efter folkgruppen kaledonier (Caledonii), sannolikt en stam ingående i det som senare skulle kallas för pikter. Områdesnamnet Kaledonien skulle efter romarrikets upphörande ersättas av begreppet Piktland (Pictavia på latin), som i sin tur skulle få lämna plats för Skottland.

## Moderna namn
Namnet Kaledonien/Caledonien används idag som ett poetiskt namn för Skottland. Det har ingått i namnet på olika företag och företeelser som Caledonian Canal, Caledonian Brewing Company, Caledonian MacBrayne, Caledonian Airways, British Caledonian, Caledonian Railway, Inverness Caledonian Thistle FC och Glasgow Caledonian University. Det har också fått ge namn åt (den bergiga ön) Nya Kaledonien.